# Limia melanogaster
Limia melanogaster és una espècie de peix de la família dels pecílids i de l'ordre dels ciprinodontiformes.

## Morfologia
Els mascles poden assolir els 4 cm de longitud total i les femelles els 5.

## Distribució geogràfica
Es troba a Jamaica.